# 深川警察署 (北海道)
深川警察署（ふかがわけいさつしょ）は、北海道警察旭川方面本部が管轄する警察署。

## 管轄地域
- 深川市
- 雨竜郡のうち空知地方全域（妹背牛町、秩父別町、雨竜町、沼田町、北竜町）

かつては雨竜郡幌加内町（上川地方）を管轄としていたが、2011年に士別警察署へ移管している。

## 沿革
- 1900年（明治33年）7月　岩見沢警察署深川分署が設置される。
- 1921年（大正10年）1月　自治体警察の深川町警察署と国家地方警察の深川地区警察署に分割発足する。
- 1951年（昭和26年）9月　住民投票の結果、深川町警察署は廃止され、深川地区警察署に吸収される。
- 1954年（昭和29年）7月　深川地区警察署は北海道警察に統合され、旭川方面深川警察署となる。
- 2011年（平成23年）4月1日 - 幌加内町の管轄が士別警察署へ移管される。
- 2017年（平成29年）4月1日　沼田警察署を統合[1]。沼田町、北竜町を管轄に加える。

## 組織
- 署長
- 副署長
- 警務課（警務係、犯罪被害者支援係、相談係、管理係）
- 会計課（会計係）
- 地域課（地域係、自動車警ら係）
- 刑事課（刑事係）
- 生活安全課（生活安全係）
- 交通課（交通係）
- 警備係

## 交番・駐在所
括弧内は所在地を表す。

### 深川市
- 駅前交番（深川市1条9-16）
- 一已駐在所（深川市北光町2-8-38）
- 稲田駐在所（深川市音江町字稲田1616-1）
- 納内駐在所（深川市納内町2-13-1）
- 音江駐在所（深川市音江町2-5-37）
- 更進駐在所（深川市音江町字更進762-2）
- 鷹泊駐在所（深川市鷹泊386）
- 多度志駐在所（深川市多度志1220）

### 雨竜町
- 雨竜駐在所（雨竜郡雨竜町字満寿33-27）

※追分駐在所は2009年（平成21年）9月30日で廃止。それに伴い雨竜駐在所が2人体制になっている。

### 秩父別町
- 秩父別駐在所（雨竜郡秩父別町秩父別1875-1）

### 沼田町
- 沼田警察庁舎（雨竜郡沼田町北1条6丁目1-2）
- 共成駐在所（雨竜郡沼田町字共成212-2）

### 北竜町
- 和（やわら）駐在所（雨竜郡北竜町字和27-7）
- 碧水駐在所（雨竜郡北竜町字碧水15-2）

### 妹背牛町
- 妹背牛駐在所 （雨竜郡妹背牛町字妹背牛417-8）